# Hymne national de l'Irlande du Nord
L’Irlande du Nord est l'une des quatre nations constitutives du Royaume-Uni, et l'une des deux -avec l'Angleterre- à ne pas avoir son propre hymne national. 

## Explication
Le Royaume-Uni est un État souverain né de l'union, au fil des siècles, des différentes nations qui le composent. Il dispose d'un hymne national : God Save the King.
Au sein du Royaume-Uni, le pays de Galles utilise comme hymne propre Hen Wlad fy Nhadau, chant composé au XIXe siècle, tandis que l'Écosse s'est officieusement donnée pour hymne Flower of Scotland à la fin du XIXe siècle. L'Irlande du Nord, toutefois, n'a pas d'hymne national populaire et qui lui soit largement reconnu comme propre. 
Ceci est dû en partie au fait que l'Irlande du Nord compte « deux communautés » : la majorité unioniste, d'ascendance principalement écossaise remontant au XVIIe siècle, de confession généralement protestante et qui se revendique une identité britannique, et la minorité nationaliste, de confession généralement catholique et qui se revendique une identité irlandaise. C'est pour cette même raison que le drapeau de l'Irlande du Nord n'a pas de statut officiel et ne fait pas consensus.

## Hymnes utilisés
L'Irlande du Nord n'étant pas un État souverain, la question de son hymne national ne se pose de fait que lors de compétitions sportives où l'Irlande du Nord dispose de sa propre équipe, plutôt que faire partie d'une équipe britannique unifiée.
En football, chaque nation constitutive du Royaume-Uni a sa propre équipe. Si celles du pays de Galles et de l'Écosse utilisent leurs propres hymnes nationaux, celles de l'Angleterre et de l'Irlande du Nord utilisent toutes deux, par défaut, God Save the King, c'est à dire l'hymne du Royaume-Uni.
L'Irlande du Nord aux Jeux du Commonwealth utilise le chant Londonderry Air (avec implicitement les paroles de Danny Boy (en)) comme hymne national pour ses athlètes.
En rugby à XV, l'Irlande du Nord n'a pas d'équipe qui lui soit propre ; il existe une équipe d'Irlande de rugby à XV, qui rassemble des joueurs à la fois de la république d'Irlande et de l'Irlande du Nord. L’Amhrán na bhFiann (l'hymne national de la république d'Irlande) n'étant pas inclusif de la communauté unioniste d'Irlande du Nord (dont sont issus la plupart des joueurs nord-irlandais), l'équipe utilise depuis 1995 le chant Ireland's Call. Lors des matchs à Dublin, les deux hymnes sont joués, tandis que lors des matchs à Belfast et à l'étranger, seul Ireland's Call est joué,.
L'équipe d'Irlande de cricket, l'équipe d'Irlande de hockey sur gazon et l'équipe d'Irlande de rugby à XIII, qui rassemblent elles aussi des joueurs à la fois d'Irlande du Nord et de la république d'Irlande, utilisent également Ireland's Call comme hymne,,.